# Bägarnattskatta
Bägarnattskatta (Solanum physalifolium) är en potatisväxtart som beskrevs av Henry Hurd Rusby. Bägarnattskatta ingår i släktet skattor som ingår i familjen potatisväxter. Arten är reproducerande i Sverige. Inga underarter finns listade i Catalogue of Life.

## Bildgalleri

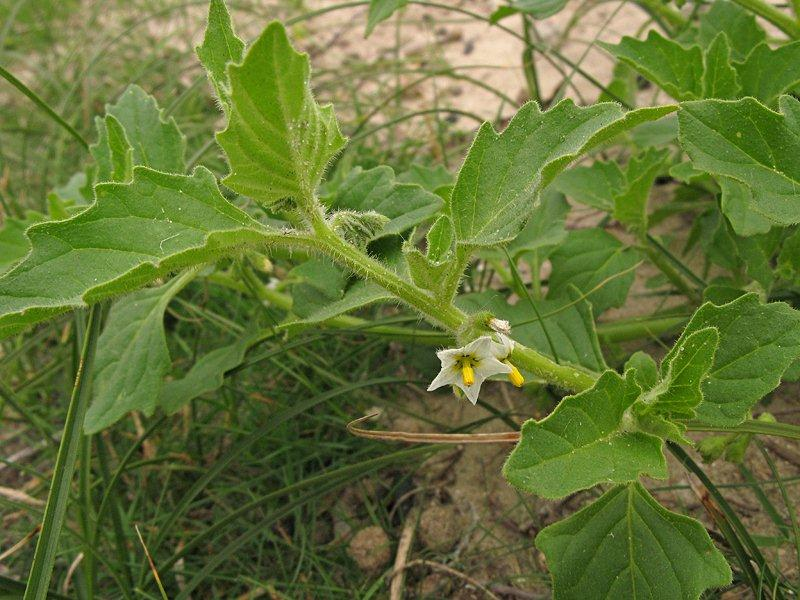